# Autostereoscopia

Confronto tra sistema a barriera di parallasse e lenticolare

L'autostereoscopia, anche conosciuta come AS-3D, è una tecnica di visione stereoscopica.
A differenza della stereoscopia classica, in questo sistema l'immagine tridimensionale può essere osservata in rilievo senza richiedere l'uso di altri dispositivi, quali possono essere lo stereoscopio o gli occhiali, poiché il supporto (stampa su carta o monitor) è munito di una tecnologia apposita (ad es. il sistema lenticolare) che provvede già da sé a nascondere ad ogni occhio l'immagine destinata all'altro.
Il sistema non va confuso con la libera visione stereoscopica, che non definisce una tecnologia ma la capacità innata di osservare in rilievo uno stereogramma.

## Storia
Tra la fine del XIX secolo e gli inizi del XX vengono ideati e messi a punto i primi sistemi di visione stereoscopica senza l'ausilio di alcun dispositivo ottico supplementare. Il più antico sistema autostereoscopico viene ideato indipendentemente sia da Jacobson che da Berthier attorno al 1896 e trova applicazione inizialmente nel campo della fotografia: il sistema viene registrato nel 1903 da Frederic Eugene Ives che ne inventa il nome, barriera di parallasse, e che lo sfrutta per la realizzazione di fotografie stereoscopiche. A partire dalla fine del XX secolo questo sistema verrà applicato alla costruzione di monitor autostereoscopici.
Nel 1908 Gabriel Lippmann, meglio conosciuto per l'invenzione della fotografia a colori nel 1886, suggerisce di utilizzare un sistema di lenti al posto della barriera di parallasse. A tale sistema dà il nome di fotografia integrale e le immagini prendono il nome di integrammi.

## Tecniche di produzione delle immagini
La maggior parte dei sistemi autostereoscopici sono di fatto multiscopici restituiscono più di due punti di vista: il problema è dunque quello di catturare un numero di viste multiple e, come minimo, di una scena. Come per la stereoscopia “mono” questa è sufficientemente ricca nel caso di immagini di sintesi, dato che le immagini sono elaborate da un computer; esistono numerose soluzioni di plug-ins per i programmi di 3D (Alioscopy per 3D Studio Max, Spatial View per 3D Studio Max e After Effect fra gli altri), i quali permettono di facilitare il calcolo dei differenti punti di vista.
La ripresa di viste multiple d'immagini reali è invece più difficile e necessita di materiale dedicato. L'azienda Alioscopy ha sviluppato un sistema multi-camera. La start-up francese 3DTV Solutions, in partnership con l'Università di Reims-Champagne Ardenne e con il sostegno dell'Agence Nationale de Recherche francese, ha sviluppato dopo tre anni una camera multiobbiettivo, cioè un sistema di ripresa nativo per il rilievo, composto di un solo blocco, in contrasto ai sistemi multicamera che sono un assemblaggio di camere 2D esistenti.

## Sistemi autostereoscopici
Esistono molteplici sistemi di autostereoscopia: le reti lineari e lenticolari, l'olografia, le immagini proiettate nello spazio, la "fotostereosintesi".

### Barriera di parallasse

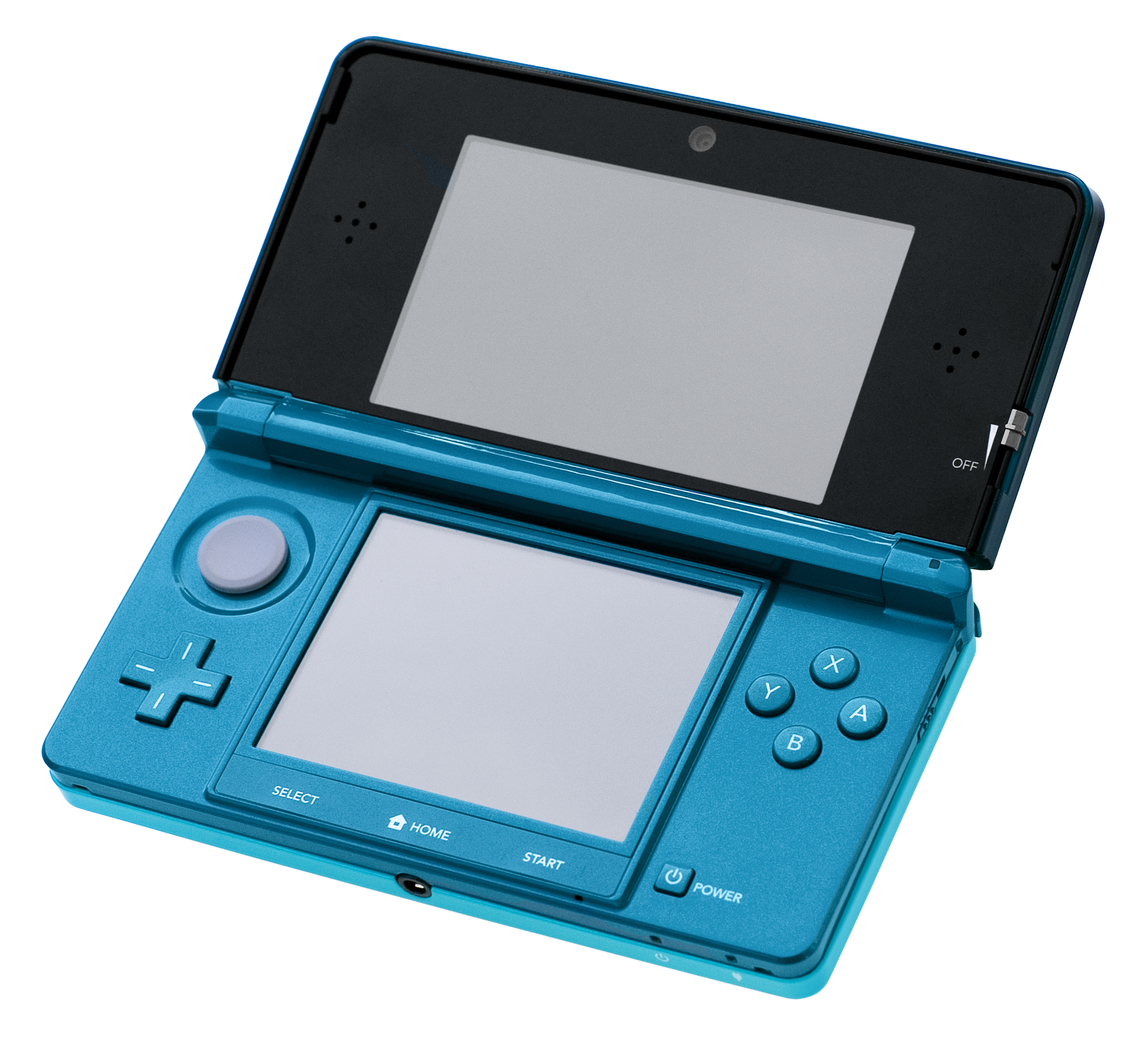
Nintendo 3DS, console dotata di display a barriera di parallasse

La barriera di parallasse è costituita da un filtro (la "barriera") che distribuisce in alternanza i punti di vista destinati all'uno o all'altro dei due occhi. Come per la rete lenticolare, un buon posizionamento dello spettatore è necessario ma, contrariamente al caso delle reti lenticolari, le posizioni laterali per vedere bene l'immagine sono tutte alla stessa distanza dal piano dell'immagine.

#### Autostereoscopia a illuminazione
Una variante della barriera di parallasse, costituita da due barriere di parallasse sovrapposte, è l'autostereoscopia a illuminazione. Il sistema è stato inventato nel 1987 da Kaneco ed è composto da uno schermo a cristalli liquidi sovrapposto a uno schermo composto da colonne luminose dalla larghezza di due pixel. Le colonne pari sono viste dall'occhio sinistro e le colonne dispari dal destro.
Le società Dimension Technology, Sharp e NEC avrebbero dovuto commercializzare questi schermi, ma dal 2004 in commercio non si trova altro che un computer portatile Sharp Actius provvisto di tale schermo. La tecnologia viene utilizzata dalla console portatile Nintendo 3DS.

#### Applicazioni
Questa tecnologia è utilizzata per gli schermi delle marche Tridelity (2 o 5 punti di vista), Spatial View (5 punti di vista), NewSight (8 punti di vista).
L'utilizzo di display autostereoscopici con barriera di parallasse trova applicazione in svariati campi:
- Scienza: monitor autostereoscopici vengono utilizzati nella modellistica molecolare.[5]
- Aeroporti: display autostereoscopici vengono utilizzati per la visualizzazione di raggi X tridimensionali per la sicurezza in aeroporto.[5]
- Automobili: monitor autostereoscopici sono utilizzato in alcuni modelli di Range Rover, ad esempio permettendo di vedere la direzione fornita dal GPS.
- Smartphone: monitor autosteroscopici vengono montati anche su telefoni cellulari stereoscopici, dotati spesso al contempo anche di fotocamera bifocale stereoscopica.
- Videogiochi: display autostereoscopici sono stati implementati nel Nintendo 3DS, console uscita in Giappone il 26 febbraio 2011, mentre in Europa e negli Stati Uniti nel marzo 2011.[6][7]

### Fotografia integrale e rete lenticolare
Inventato nel 1908 da Gabriel Lippmann, realizzato nel 1920 da Hess, il principio della rete lenticolare è stato largamente perfezionato per la fotografia da Maurice Bonnet.
L'impressione di rilievo è ottenuta grazie a una rete di microlenti (rete lenticolare) collocata sulla superficie dell'immagine, costituita da immagini ad incastro rappresentanti ognuna un punto di vista preso da un angolo differente. La rete permette di indirizzare a ciascun occhio un'immagine differente che il cervello dell'osservatore ricostruirà come unica ed in rilievo.
Sebbene due punti di vista fossero sufficienti a rendere il rilievo, Maurice Bonnet aveva spinto la moltiplicazione dei punti di vista fino a uno scorrimento continuo e simultaneo dell'ottica e della fessura di separazione, arrivando così all'equivalente di un'infinità di punti di vista.
Il francese Pierre Allio adatta questo principio al video nel 1987 creando una catena completa dalla cattura alla restituzione dell'immagine e commercializza schermi autostereoscopici a rete lenticolare che denomina alioscopia e la deposita sotto il marchio Alioscopy. Altre marche commercializzano schermi basati su questa tecnologia, fra le quali in particolare l'americana Magnetic.
Una delle caratteristiche di questi schermi è quella di restituire più punti di vista dei due strettamente necessari (rispettivamente 8 per Alioscopy, 6 o 9 secondo i modelli per Magnetic), in modo da permettere un più libero posizionamento degli spettatori: questi schermi sono detti "multiscopici".

### Autostereoscopia a schermo olografico
Un Elemento Ottico Olografico (HOE - Holographical Optical Element) è posto davanti allo schermo di visualizzazione. Le immagini per i due occhi sono ognuna proiettata da un proiettore LCD e riflesse da uno specchio su uno schermo convesso. Lo schermo HDS (Holographic Display Screen) è commercializzato da Physical Optics Corporation.

### Autostereogramma

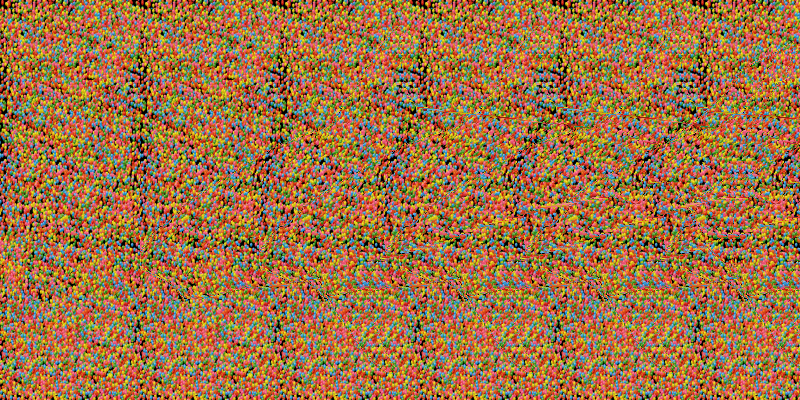
Esempio di autostereogramma

L'autostereogramma, è uno stereogramma a singola immagine, realizzato per creare una illusione ottica tridimensionale da un'immagine bidimensionale, nel cervello umano. Al fine di percepire una forma tridimensionale in un autostereogramma, gli occhi devono superare di norma il coordinamento automatico tra messa a fuoco e convergenza.